# SB Zentralmarkt
Die SB Zentralmarkt Gruppe mit Sitz in Lippstadt betreibt sechs Cash & Carry-Großmärkte. Sie gehören zur Brülle & Schmeltzer GmbH & Co. KG und zur Schwestergesellschaft Brülle SB Zentralmarkt GmbH & Co. KG von Gerhard und Allan Brülle. Die SB Zentralmarkt Gruppe beschäftigt ca. 1300 Mitarbeiter und betreibt einen Fuhrpark mit über 40 Fahrzeugen.

## Geschichte
Die Brülle & Schmeltzer-Unternehmensgruppe wurde 1856 von Peter Brülle gegründet und befindet sich in Familienbesitz, inzwischen in der fünften Generation. 1962 wurde der erste Markt in Paderborn eröffnet. Es war dabei der erste Cash & Carry-Markt in Ostwestfalen. 1966 folgte die Eröffnung des SB Zentralmarkts in Lippstadt. Weitere Neueröffnung konnten 1972 in Bad Arolsen und 1973 in Paderborn. Bei der Eröffnung in Paderborn handelt es sich um den heutigen Standort, dem größten der Gruppe. Die Verkaufsfläche befindet sich dabei auf einem Areal von gut 60.000 m².
Die Großmärkte in Limburg, Osnabrück und Münster wurden im März 2011 von der Ratio Handel übernommen und werden heute durch die Brülle SB Zentralmarkt GmbH & Co. KG betrieben. Die älteren Standorten werden von der Brülle & Schmeltzer GmbH & Co. KG betrieben.

## C&C Großmärkte
Die SB Zentralmarkt betreibt derzeit sechs Großmärkte:
- Paderborn, ca. 20.000 m² Verkaufsfläche
- Münster, ca. 10.400 m² Verkaufsfläche
- Lippstadt, ca. 10.300 m² Verkaufsfläche
- Limburg, ca. 10.000 m² Verkaufsfläche
- Osnabrück, ca. 10.000 m² Verkaufsfläche
- Bad Arolsen, ca. 5.000 m² Verkaufsfläche